# カラカル (拳銃)
カラカル・ピストル(Caracal Pistol)は、アラブ首長国連邦のカラカル・インターナショナル社によって製造されている自動拳銃である。

## 概要
グロック17と同じくポリマーフレームおよびストライカー撃発方式。
開発者はウィルヘルム・バビット(Wilhelm Bubits)で、同人物はステアー Mの開発者としても知られた。試験が行われたのはドイツのメッペンにあるドイツ連邦軍武器弾薬技術センター（WTD 91）であり、ドイツ連邦警察およびドイツ連邦軍の技術購買規格に適合している。
アメリカ合衆国、ヨーロッパに輸出が行われているほか、アルジェリアではライセンス生産が行われている。

## バリエーション
カラカルF
フルモデル。
カラカルC
コンパクトモデル。全長167mm(銃身長は93mm)。重量は700g。
カラカルSC
サブコンパクトモデル。全長160mm(銃身長は86mm)。重量は650g。

## 運用国
- アルジェリア[2]
- ヨルダン[3]
- リビア[4]
- アラブ首長国連邦 [5]